# Guzmania monostachia
Guzmania monostachia (L.) Rusby ex Mez, 1896 es una especie de planta de la familia de las bromeliáceas dentro de la subfamilia Tillandsioideae.

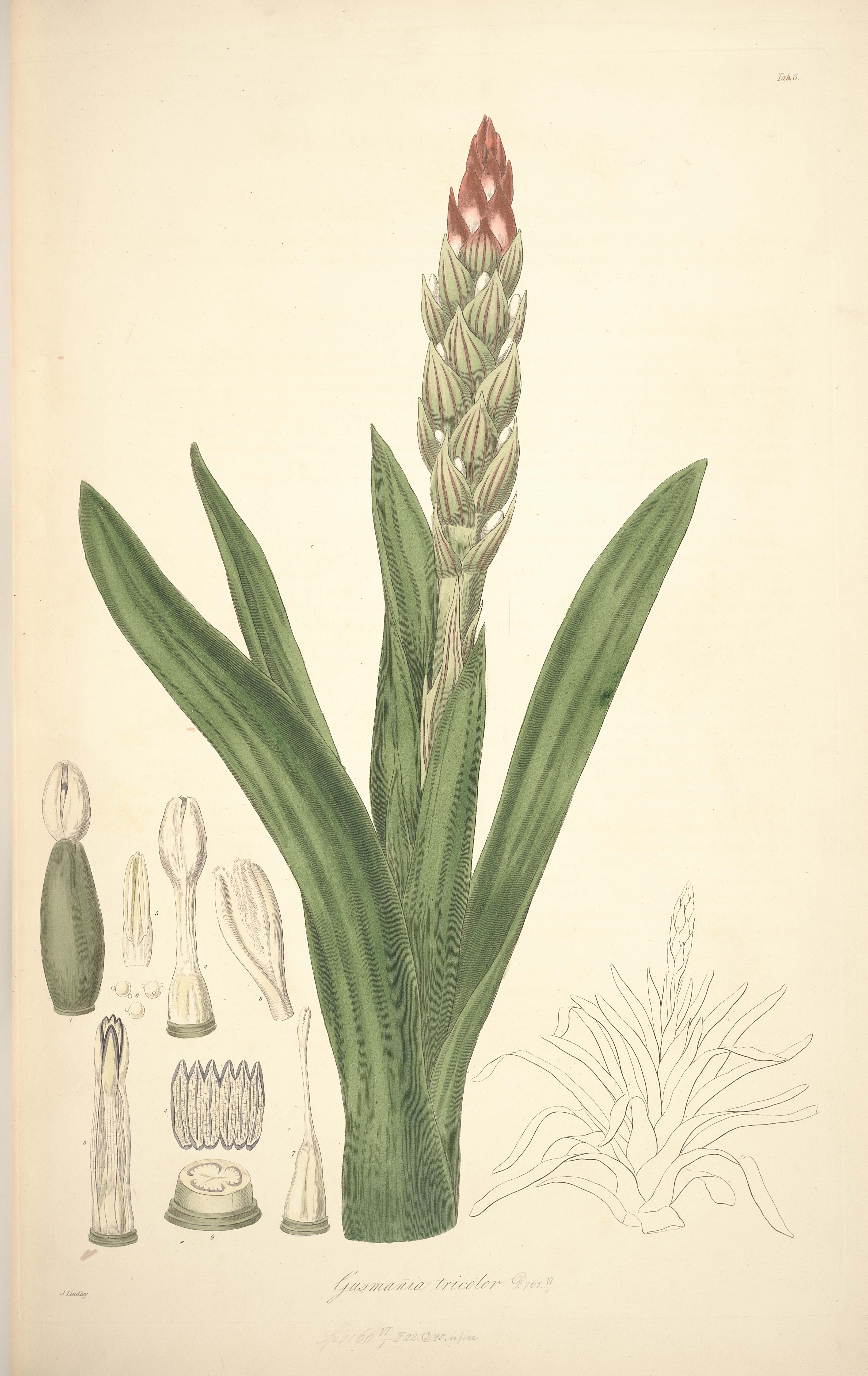
Ilustración

## Distribución geográfica
Se encuentran en las regiones tropicales desde México para el Caribe y América del Sur.

## Descripción
Plantas de flores que alcanza los 4 dm de altura. Muchas hojas tendidas de 30 - 40 cm; vaina oscura o pálida hacia la base, aovado; hoja ligulada, aguda. Inflorescencia erecta, de hojas más cortas; brácteas imbricada, erecta; inflorescencias densamente cubierta de flores, erecta, simple, cilíndrica de a 15 cm; Frutas de 2 - 3 cm.

## Taxonomía
Guzmania monostachia fue descrita por (L.) Rusby ex Mez y publicado en Monographiae Phanerogamarum 9: 905. 1896.
Etimología
Guzmania: nombre genérico otorgado en honor del farmacéutico español Anastasio Guzmán, que también fue un coleccionista de objetos de historia natural.
monostachia: epíteto latino que significa "con una sola espiga".
Sinonimia
Bromelia tricolor Hort. Sander
Guzmania clavata (Lam.) Urb.
Guzmania comosa Bertero ex Schult.f.
Guzmania laxa Mez & Sodiro
Guzmania monostachia var. alba Ariza-Julia
Guzmania monostachia var. variegata M.B.Foster
Guzmania platysepala Mez & C.F.Baker
Guzmania sympaganthera (Ruiz & Pav.) Beer
Guzmania tricolor Ruiz & Pav.
Pourretia sympaganthera Ruiz & Pav.
Renealmia monostachia L.
Tillandsia clavata Lam.
Tillandsia gymnophylla Baker
Tillandsia monostachia (L.) L.
Tillandsia pachycarpa Baker

## Nombre común
- En Cuba se conoce por curujey bonito.[8]